# Cesare De Sanctis
Cesare De Sanctis (Albano Laziale, 15 de junio de 1824-Roma, 27 de enero de 1916) fue un músico, compositor, director de orquesta y ensayista italiano.

## Biografía
Músico culto, se licenció en letras y filosofía en la universidad de Roma y estudió música en la escuela del compositor Raffaele Muti Papazzurri (1801-1858). Fue cofundador de la Academia Filarmónica Romana (AFR). Su primera composición es una misa en do menor de 1850. En 1853 fue ingresó en la Academia Nacional de Santa Cecilia donde en 1860 deviene examinador de los organistas. En 1855 fue uno de los músicos que trabajaron para la Congregación para la Educación Católica para la institución de una nueva sociedad musical parecida a la AFR, la cual había sido disuelta en 1849 debido a problemas económicos. La iniciativa se concretó en la reconstitución de la Academia Filarmónica Romana (4 de enero de 1856); en el primer concierto de la renacida AFR se interpretó una Sinfonía para orquesta de De Sanctis.
En 1859 De Sanctis fue maestro de capilla de la Basílica de San Juan Bautista de los Florentinos. En este período comenzó a colaborar con el empresario, Vincenzo Jacovacci, administrador de los dos principales teatros romanos, el Teatro Apolo y Teatro Argentina. Además del melodrama, De Sanctis, estimulado por la presencia de Franz Liszt en Roma, también ha trabajado para la difusión de la música instrumental en Italia. Con Sgambati y Pinelli tomó parte en la fundación del Liceo de Santa Cecilia, y la Sociedad orquestal romana que participa en la difusión de la música sinfónica en Italia.
En 1877 obtuvo una cátedra en la recién creada Escuela de música de Santa Cecilia, donde fue profesor de armonía, contrapunto y fuga de 1877 hasta 1915, cuando tenía ya más de noventa años de edad. A partir de la experiencia docente, fueron algunos de los tratados, incluido el importante Polifonía en el arte moderno, publicado por primera vez en 1888, reimpreso varias veces hasta 1994 , y premiado en Bolonia en 1889. Es una obra fundamental: De Sanctis innovó la enseñanza de la composición musical mediante la inserción de referencias a las tendencias de la música tardorromántica, prestando atención a las combinaciones disonantes, la modulación, y la armonía enarmónica, permaneciendo sin embargo siempre dentro del marco de la tonalidad.

## Composiciones musicales
- Música sacra para solistas, coro y orquesta.
- Misa de réquiem para la conmemoración de Carlo Alberto (1872)
- Misa en do menor
- Misa en re menor
- Salmos (Dixit Dominus, Laudate pueri Dominum)
- Cum Sancto Spiritu, en forma de fuga.
- Obertura para gran orquesta
- Sinfonía para gran orquesta.
- Composiciones para piano